# Aspern IQ
aspern IQ ist ein Technologiezentrum im 22. Wiener Gemeindebezirk Donaustadt und Teil des Stadtentwicklungsprojekts Seestadt Aspern. Es wurde 2012 als erstes von fünf Gebäuden errichtet.

## Geschichte und Planung
Das Technologiezentrum ist der Kern für Betriebsansiedlungen in der Seestadt Aspern („Leuchtturmprojekt“).
Geplant ist genauer ein Ensemble aus fünf Gebäuden mit Forschungsinfrastruktur. Der Architekturwettbewerb fand im Jänner 2010 statt und wurde von ATP Architekten und Ingenieure (Innsbruck) gewonnen. Der Bauteil eins wurde von Juli 2011 bis August 2012 errichtet.
Auf rund 7.000 m², davon 5.000 m² Mietfläche, sind etwa 300 Arbeitsplätze realisierbar.
Durch die U2 ist das Technologiezentrum seit 5. Oktober 2013 von der Wiener Innenstadt in 25 Minuten zu erreichen.
Das Gebäude war im April 2014 im Rahmen der Langen Nacht der Forschung zu besichtigen.

## Bauliches

### Anlage
Der Bauplatz ist ein fünfeckiges Grundstück, das nordseitig an der zukünftigen Sonnenallee, der Ringstraße des neuen Stadtteils außerhalb anliegt, westseitig verlaufen die Gleise der U2 (zur Abstellanlage Seestadt). Das Bebauungskonzept sieht ein Aufbrechen der Blockrandbebauung in kleinteilige Baukörper vor.
Den Südwestrand nimmt ein Bau in lockerer Kubatur ein (Bauteil 1), den Südostrand zwei ähnlich konzipierte baugleiche Objekte. Den Nordrand bilden zwei U-förmige zur Sonnenallee hin geschlossene kompaktere Gebäude. Dadurch öffnen sich alle fünf Häuser in etwa nach Süden und bilden im Zentrum des Grundstücks einen gut zugänglichen Freiraum, in dem sich mit einem kleinen Teich das Gesamtmotiv der Seestadt wiederholt.

### Bauteil 1

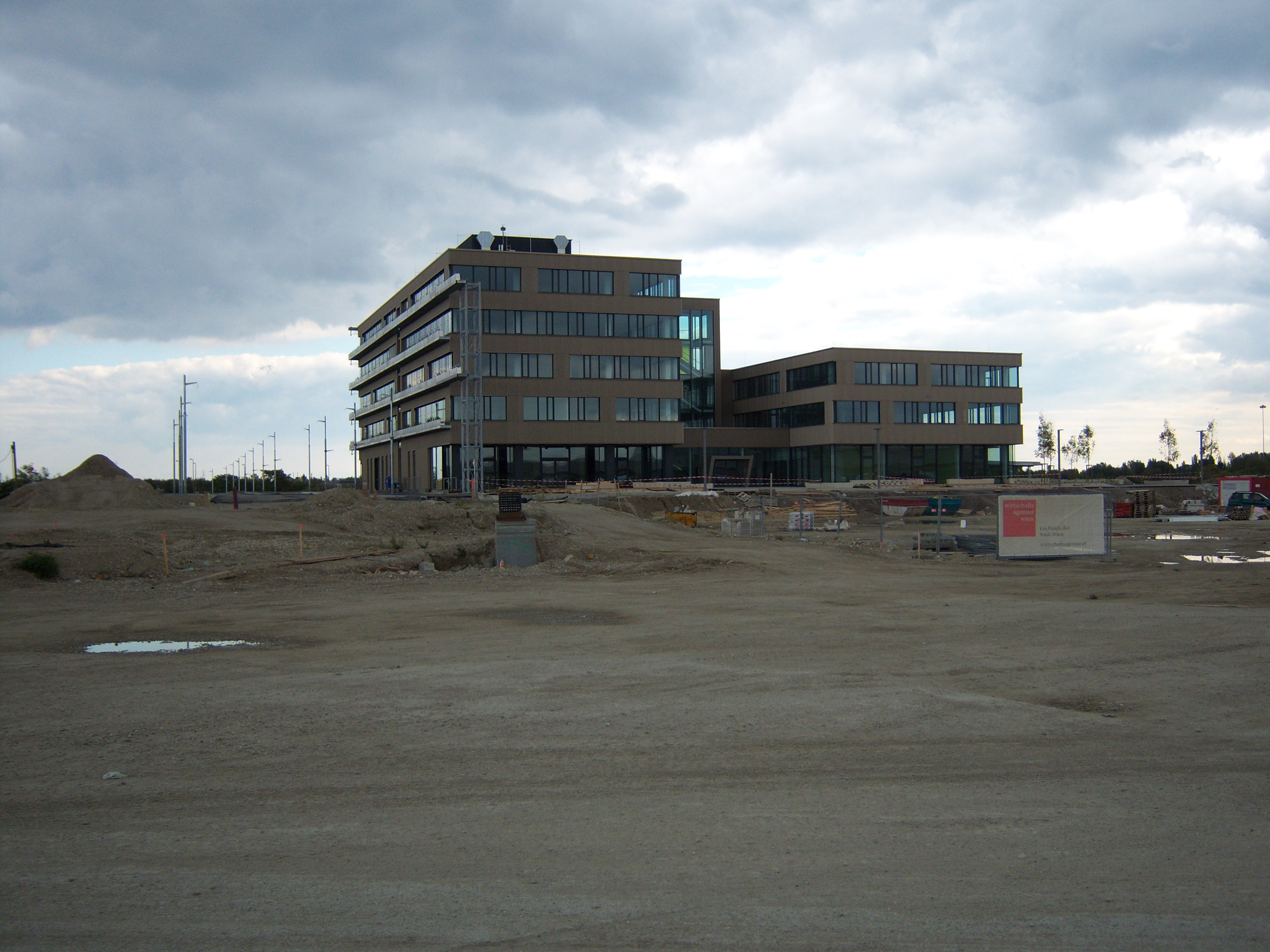
Bauteil 1 2012, noch in der Baubrache

Das erste erstellte Gebäude, ein vornehmliches Bürogebäude mit Labors und Produktionsflächen, hat eine Baufläche von etwa 11.000 m² (Bruttogeschoßfläche 11.850 m², Netto 10.620 m²). Über einem geschlossenen Erdgeschoß, das als Open space dient, erheben sich zwei verschieden hohe Flügeltrakte, fünf- und dreigeschoßig, die mit einem zentralen Treppenturm verbunden sind. Der höhere Flügel ist von einem Technikblock überhöht. Die Gesamtkubatur beträgt 50,250 m³.
Insgesamt stellt sich der Bau minimalistisch formal und strukturbetont dar.
Die Fassaden zeigen sich schlicht in Fenster- und Blendfassadenbänder gegliedert, letztere in bronzemetallisertem Eisen. Zusätzlich ziehen sich über zwei Seiten Fenstervordach-Bänder aus Solarpanelen, die an der Südwestfassade auch den Ausbruch zwischen den beiden Seitentrakten überspannen, und so den Baukörper etwas schließen. Diese tragen auch eine Fassadenbegrünung in Form von Schilfbewuchs.
Die gesamten Dachflächen sind ebenfalls für Solarmodule genutzt, auf dem Treppentrakt werden zwei kleine Vertikalrotor-Windturbinen angebracht.

### Bautechnik
Basis der Planung des gesamten Stadtteils ist das Konzept der Smart City, das auf intelligente Gebäude und Nachhaltigkeit setzt.
Daher wurde das Technologiezentrum als Energiesparhaus konzipiert.
Dazu verfügte das erste Baulos über eine multifunktionale Gebäudehülle (Add-On-Fassade), die für Wärmedämmung, Innenraum-Abschattung und auch Fassendenbegrünung sorgt, eine Erdwärme-Anlage, die insbesondere auch für die Gebäudekühlung eingesetzt wird (für Spitzenlast steht ein Fernwärmeanschluss zur Verfügung) oder konsequente Abwärmenutzung etwa aus den Serveräumen.
Der Bauteil 1 ist auch mit 1300 Quadratmetern Photovoltaik ausgerüstet, die zusammen mit den Energiesparmaßnahmen dafür sorgen, dass das Haus mehr Energie produziert, als der Betrieb verbraucht (Plusenergiehaus).
Als solches ist es das erste Gebäude dieses Energiestandards in Österreich.
Der Bau übererfüllt die Kriterien des TQB-Gebäudestandards und ist mit klima:aktiv Gold ausgezeichnet.